# Megaerbe

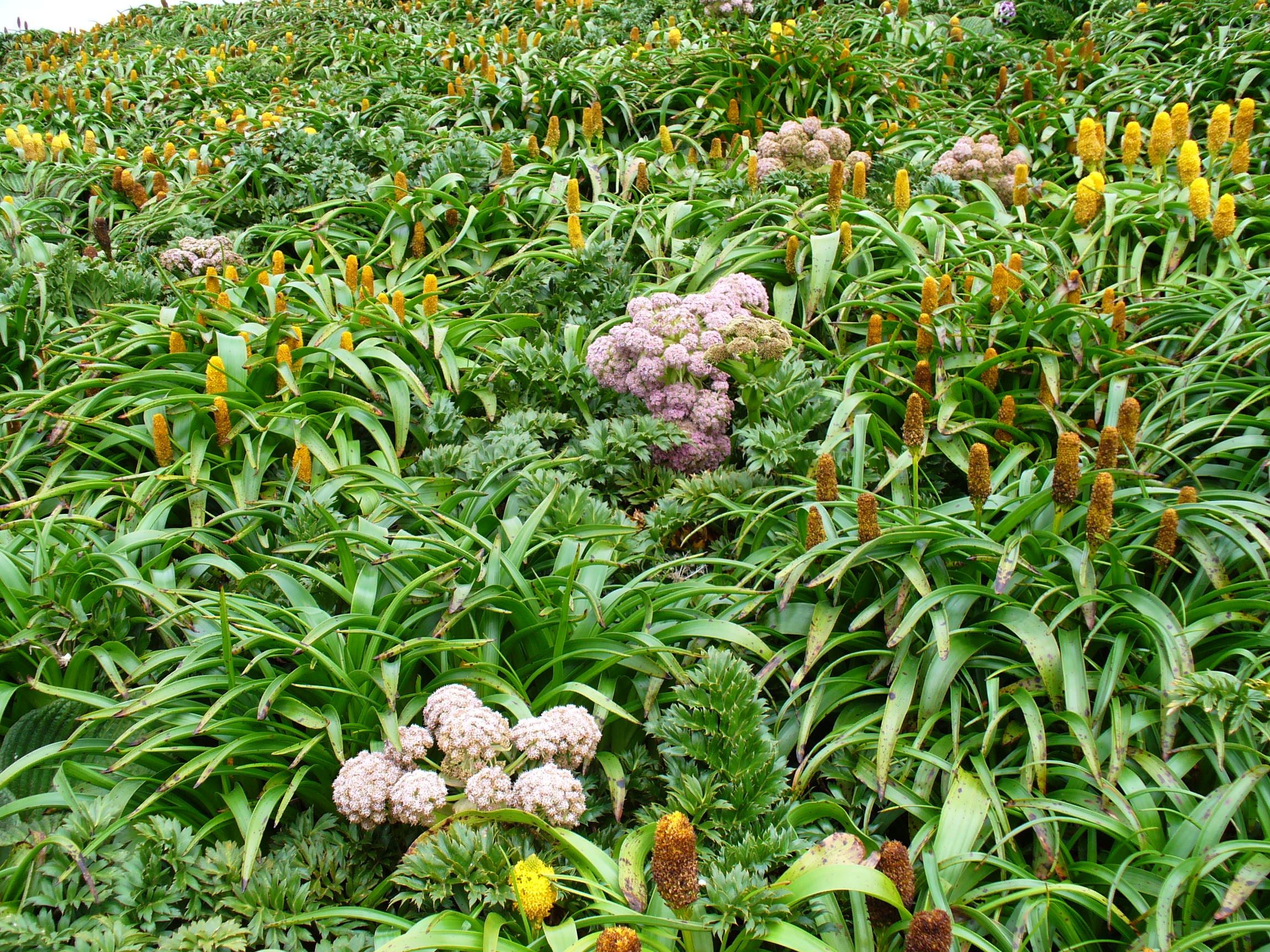
Una comunità di megaerbe sull'isola di Campbell.
Si riconoscono Bulbinella rossii (fiori gialli) e Anisotome latifolia (fiori rosa).

Le megaerbe sono un gruppo di piante erbacee perenni diffuse in prevalenza nelle isole subantartiche neozelandesi.
La loro caratteristica comune è la grossa taglia, con grosse foglie carnose e fiori dai colori insoliti; queste caratteristiche sono frutto dell'evoluzione su isole prive di animali erbivori, ma sono insolite per piante che vivono in ambienti dal clima nuvoloso, freddo ed umido per la massima parte dell'anno, condizioni queste che normalmente hanno effetto riducente sulle piante. 

## Storia e distribuzione
Il termine "megaerba" fu coniato nel 1839 da Joseph Hooker, botanico della spedizione antartica di James Clark Ross, che descrisse queste piante come "proprietarie dei più bei fiori al di fuori dei Tropici".
Le megaerbe crescono su molte delle Isole sub-antartiche della Nuova Zelanda, in particolare sulle isole Snares, sulle isole Auckland e sulle isole Campbell.
Qui, in condizioni meteorologiche umide, fredde, nuvolose ed estremamente ventose e con un terreno a composizione povera di sali ed acida, i progenitori delle megaerbe cominciarono ad evolversi fino alle specie attuali.

## Specie
Ecco riportate di seguito alcune fra le specie più comuni di megaerbe:
- il giglio di Ross (Bulbinella rossii);
- la carota dell'isola Campbell (Anisotome latifolia);
- la margherita dell'isola Campbell (Pleurophyllum speciosum);
- la margherita maculata (Damnamenia vernicosa), alta solo 10 cm, con fiori di 5 cm;
- il cavolo di Macquarie (Stilbocarpa polaris):

La maggior parte delle megaerbe tende ad avere fioriture di massa ogni tre anni; tuttavia, non è raro avere fioriture individuali al di fuori di questi periodi, che tuttavia sono molto meno spettacolari.

## Minacce
La maggior parte delle isole subantartiche neozelandesi eccetto le Campbell (dove si trovano basi di ricerca scientifica e meteorologica) sono disabitate; nel XIX secolo, su queste isole furono tuttavia introdotti animali domestici come conigli, mucche, capre, pecore e maiali, per poter provvedere al sostentamento di eventuali naufraghi che avessero potuto raggiungere tali isole.
Le popolazioni rinselvatichite di questi animali si riprodussero velocemente e, cibandosi delle megaerbe, le portarono sull'orlo dell'estinzione.
Nel 1987, il governo neozelandese promosse l'eradicazione di questi animali dalle isole, che venne completata nel 1993; l'antica estensione dell'areale di queste piante e la loro diffusione si ripristinarono completamente dopo tre soli anni, nel 1996, lasciando stupiti i botanici.
Oggi, raccogliere megaerbe è proibito; si è notato, infatti, che gli esemplari legalmente importati in altri paesi, o nella stessa Nuova Zelanda, stentano a crescere in terreni e condizioni climatiche apparentemente migliori di quelle presenti nel loro areale originario.